# Békás
Békás là một thị trấn thuộc hạt Veszprém, Hungary. Thị trấn này có diện tích 6,52 km², dân số năm 2010 là 225 người, mật độ 35 người/km².